# أنواع النقانق

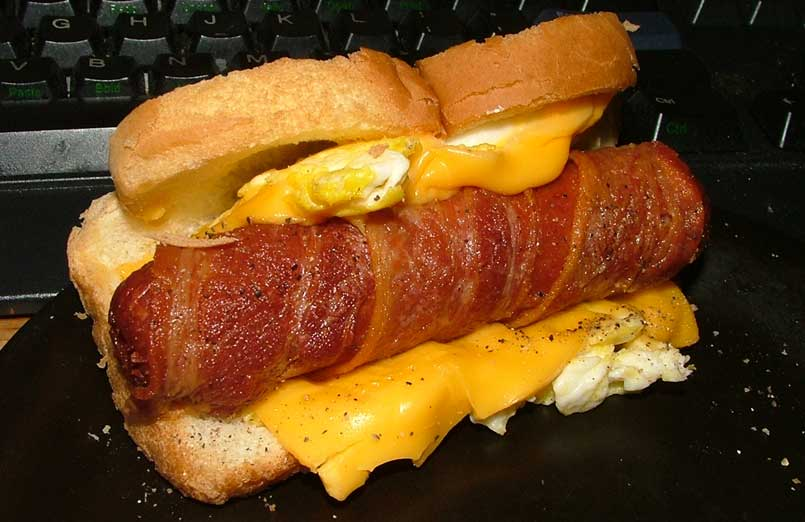
نقانق إفطار من نيو جيرسي مع الجبن

مناطق مختلفة من العالم لها اختلافات محلية في النقانق، في نوع اللحوم المستخدمة، والتوابل المضافة، ووسائل تحضيرها.

## الولايات المتحدة الأمريكية

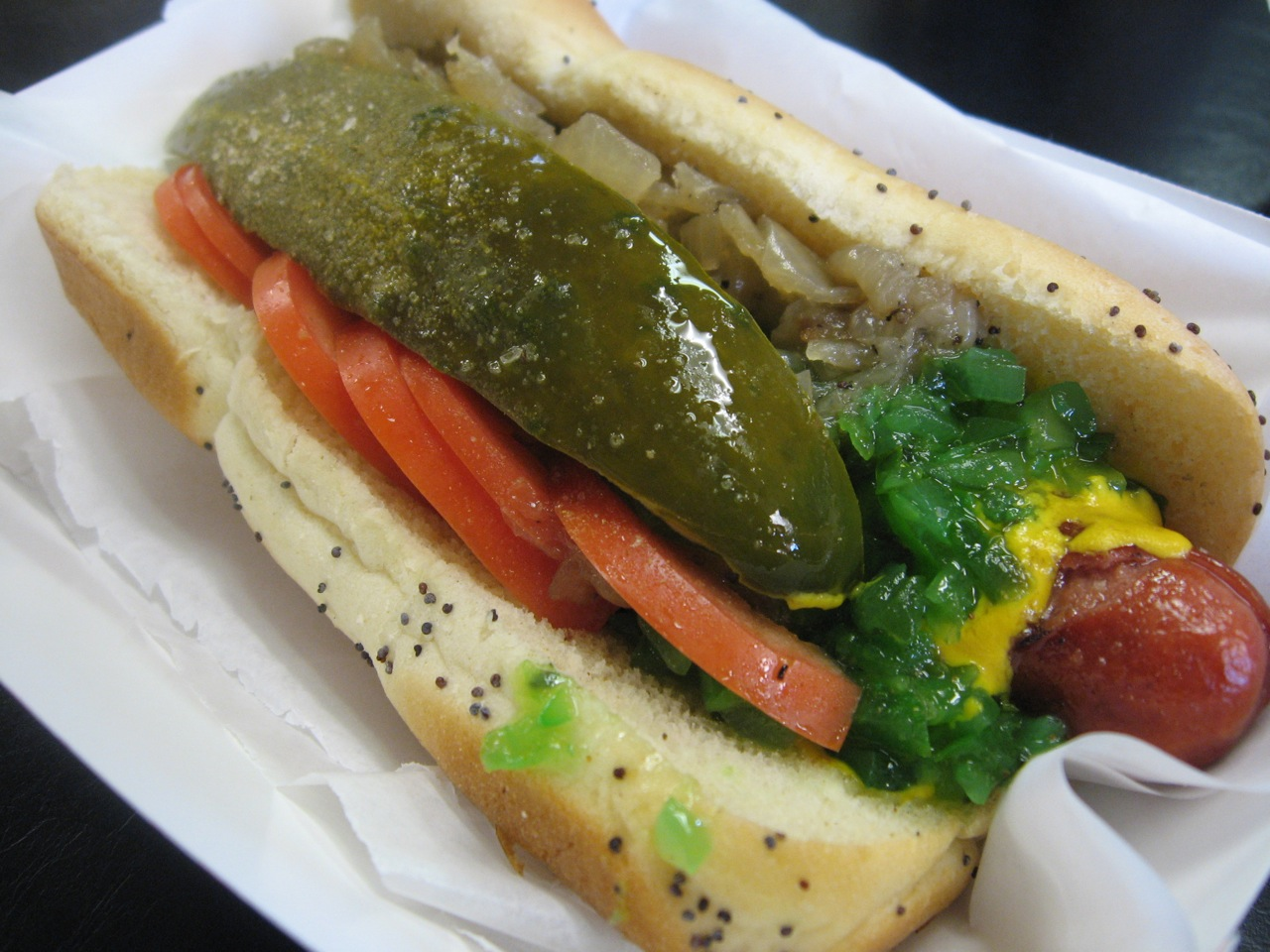
نقانق إفطار من شيكاغو

النقانق هي شطيرة شهير للغاية في جميع أنحاء الولايات المتحدة الأمريكية. توجد العديد من الاختلافات الإقليمية.

### ألاسكا
تباع النقانق المصنوع من لحم الرنة المُضافه على أنها «نقانق الرنة» في جميع أنحاء ألاسكا.

### مين
أكثر أنواع النقانق شيوعًا في ولاية مين مصنوعة من غلاف طبيعي. الغلاف ملون باللون الأحمر.

### كارولينا الشمالية
في ولاية كارولينا الشمالية، تتميز النقانق بلون أحمر مميز وهي محضرة بأسلوب كارولينا الذي يشمل الفلفل الحار وسلطة الكرنب والبصل. محليًا، يحل الخردل أحيانًا محل الكرنب، أو يضاف كعنصر رابع.

### أوهايو
في سينسيناتي، يُطلق على النقانق المغطى بفلفل سينسيناتي اسم «كوني»، وعندما يضاف جبن الشيدر المبشور، يُطلق اسم «كوني الجبن». يشتمل الكوني الافتراضي أيضًا على الخردل والبصل.

### واشنطن
في سياتل، يتم تقديم النقانق مع الجبن الكريمة والبصل المشوي على خبز محمص. تُقسم النقانق إلى نصفين وتُشوى قبل وضعها في الخبز.